# Манастир Успења Пресвете Богородице (Тасос)
Манастир Успења Пресвете Богородице (Тасос) ( грч. Παναγουδα, Κοιμησης της Θεοτοκου )  , Познат у народу као Панагоуда (Monastery Panagouda) налази се на острву Тасос у Грчкој. Налази се на пола пута  од Скале Марион до села Мариес (4 км југозападно од села)  у западном делу острва Тасос . Даље од села Мариес пут води до врха Ипсарион.
Прва зградица је изграђена 1813. године док су острвом владала Турска. 
Манастир има конаке , библиотеку и малу цркву „Свети Јован Крститељ“.

## Галерија
- Помоћна зградица
- Чесма
- Део дворишта
- Олтар
- Икона
- Извор у самом манастиру